# Vincent Young
Vincent Young (Filadélfia, 4 de junho de 1965) é um actor estadunidense conhecido pelo papel na série Beverly Hills 90210 como Noah Hunter.